# The Faithful City
Pour plus de détails, voir Fiche technique et Distribution.
The Faithful City (La Ville fidèle) est un film dramatique israélo-américain de Józef Lejtes sorti en 1952.

## Fiche technique
- Titre original : The Faithful City
- Réalisation : Józef Lejtes
- Scénario : Józef Lejtes et Ben Barzman
- Directeurs de la photographie : Gerald Gibbs
- Montage :
- Musique : Eduard Ben-Michael
- Production :
- Genre : Drame
- Pays de production :  États-Unis,  Israël
- Durée : 85 minutes
- Date de sortie :
  - États-Unis : 7 avril 1952

## Distribution
- Jamie Smith : Sam
- Ben Josef : Davidel
- John Slater : Ezra
- Rahel Marcus : Sarah
- Dina Doron : Anna
- Didi Ramati : Tamar
- Israel Hanin : Max
- Juda Levi : Joan
- Amnon Lifshitz

## Récompenses
- Mostra de Venise 1952 : sélection officielle en compétition